# Revolta da Armada
Die Revolta da Armada (deutsch ‚Flottenrevolte‘) war ein Aufstand der Seestreitkräfte Brasiliens in den Jahren 1891 bis 1894 unter den Präsidenten Deodoro da Fonseca und Floriano Peixoto.

## Geschichte

### Erste Phase
Der erste Präsident der Republik der Vereinigten Staaten von Brasilien, Marschall Deodoro da Fonseca, ließ am 3. November 1891, inmitten einer Zeit starker ökonomischer und politischer Krisen und Umbrüche, unter Bruch der am 24. Februar 1891 verkündeten Verfassung den Nationalkongress schließen („Golpe de Três de Novembro“). Daraufhin begannen Einheiten der Marinha do Brasil in der Guanabara-Bucht unter der Führung von Admiral Custodio de Melo (1840–1902) zu revoltieren. Sie drohten damit, die Stadt Rio de Janeiro, damals Hauptstadt der Republik, zu bombardieren. Um einen Bürgerkrieg zu vermeiden, trat Deodoro da Fonseca am 23. November 1891 von seinem Amt als Präsident der Republik zurück.
Obwohl die Verfassung von 1891 in Artikel 42 garantierte, dass Neuwahlen abgehalten würden, wenn der Präsidentschafts- oder Vizepräsidentenposten vor Ablauf der zweijährigen Amtszeit vakant würde, unternahm der nunmehr regierende Vizepräsident Floriano Peixoto keinerlei Anstalten, diese Wahlen durchzuführen, so dass die Opposition begann, Peixoto vorzuwerfen, er bleibe illegal an der Spitze der Nation.

### Zweite Phase

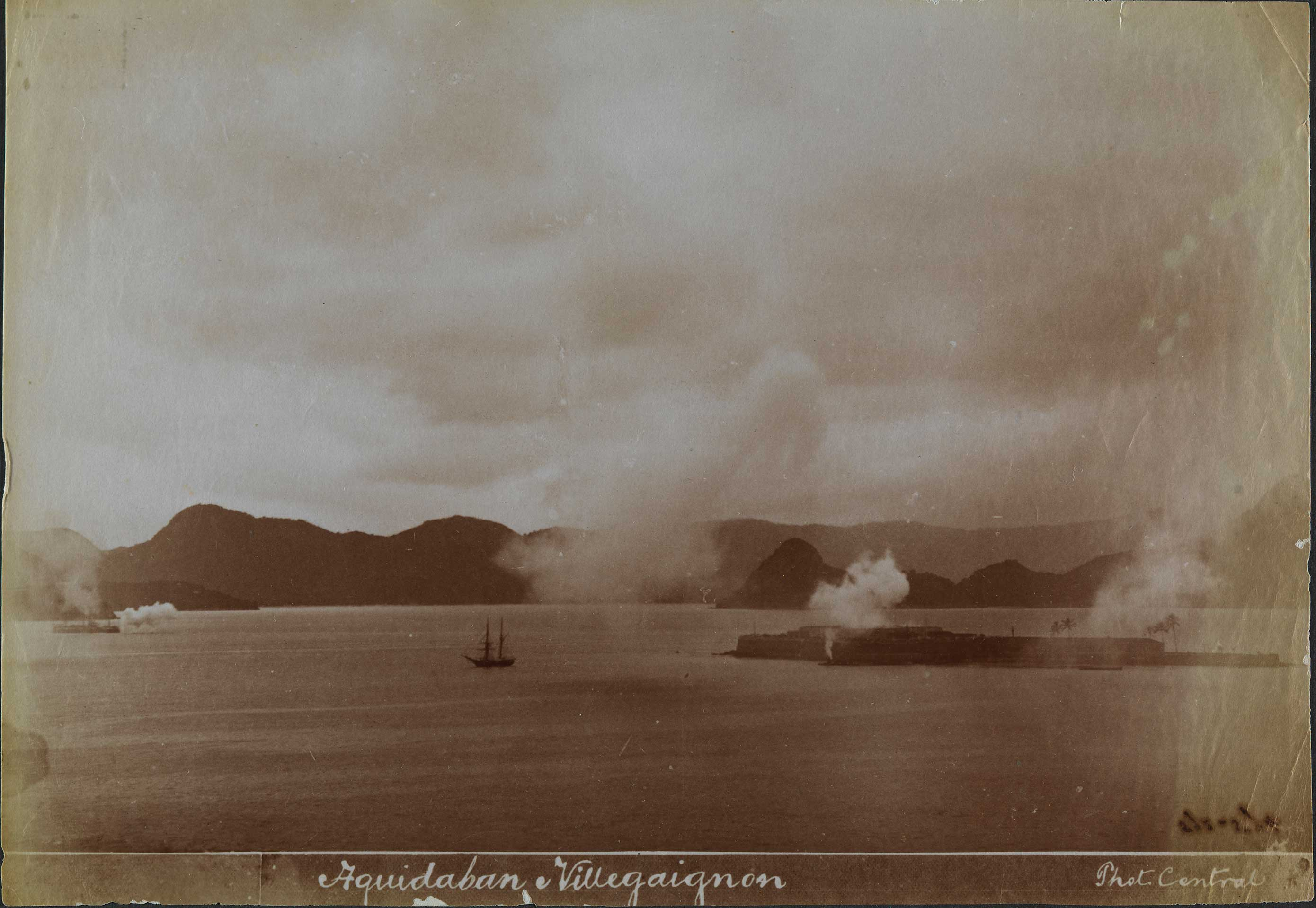
Beschießung der Regierungsfestung Villegaignon durch das Rebellenschiff Aquidabã, 1893

Im März 1892 sandten dreizehn Generäle ein Manifestschreiben an Peixoto mit der Forderung, neue Präsidentschaftswahlen auszurufen, um gemäß den Verfassungsbestimmungen die innere Ruhe im Land wiederherzustellen („Manifesto dos Treze Generais“). Daraufhin ließ Peixoto Anführer dieser Bewegung verhaften.
Am 6. September 1893 forderte eine Gruppe hochrangiger Marineoffiziere eine sofortige Einberufung der Wähler. Zu den Rebellen gehörten die Admirale Saldanha da Gama (1846–1895), Eduardo Wandenkolk (1838–1902) und Custódio de Melo, erklärter Kandidat der Opposition für die Nachfolge Peixotos.

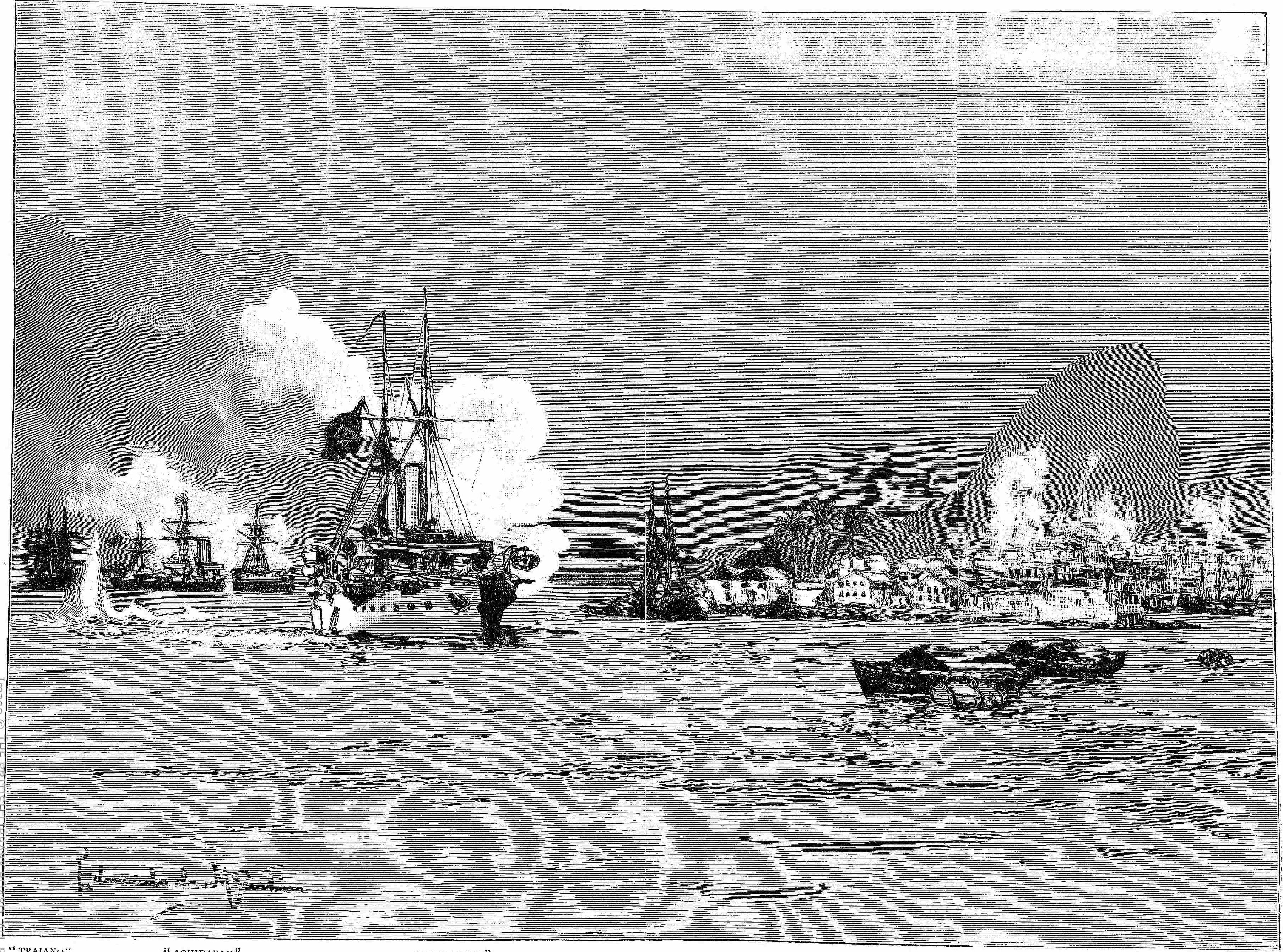
Beschuss der Stadt Rio de Janeiro durch die Flotte von Admiral Custodio de Melio im September 1893, Illustration von Edoardo De Martino (1838–1912) in der britischen Wochenschrift The Graphic

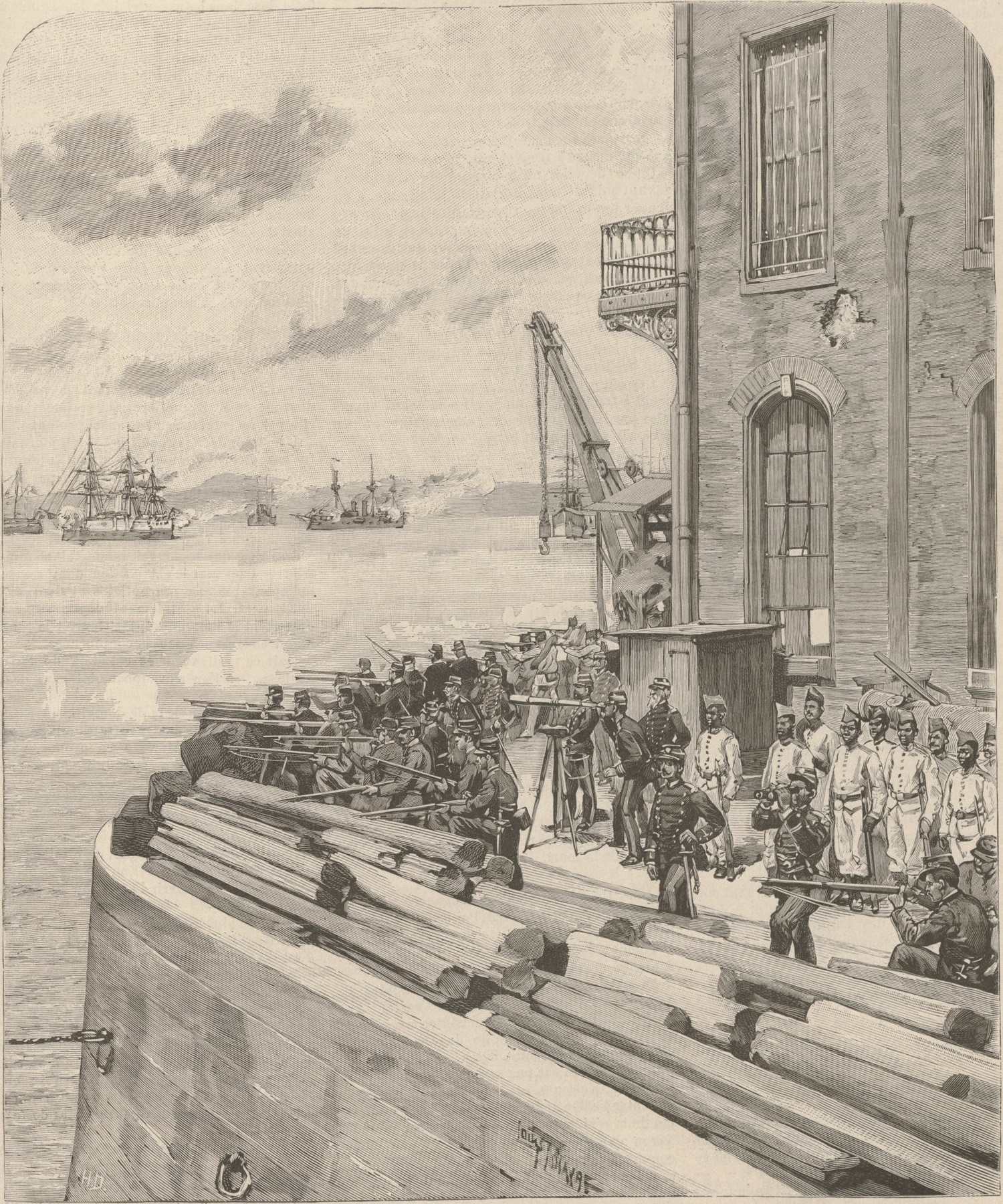
Illustration von Louis Tinayre (1861–1942) in der französischen Wochenschrift Le Monde illustré, nach einem Foto von Marc Ferrez

In der Guanabara-Bucht vor Rio de Janeiro und Niterói, damals Hauptstadt des Bundesstaats Rio de Janeiro, kam es zu einigen Gefechten zwischen Schiffen der Aufständischen und Artillerie-Festungen. Während einige junge Offiziere und vor allem die großenteils noch monarchistisch gesinnte Marineführung mit der Opposition sympathisierte, blieb das Heer weitgehend regierungstreu. Am 13. September 1893 begannen die Rebellenschiffe damit, von der Armee gehaltene Land- und Seefestungen an der Guanabara-Bucht zu beschießen. Als sich aber für die Rebellen herausstellte, dass sie sich dort kaum durchsetzen konnten, verlegten sie ihr Aktionszentrum im Dezember 1893 nach Süden, um im Bündnis mit monarchistisch gesinnten Föderalisten aus Rio Grande do Sul, die im Februar 1893 die Föderalisten-Revolution („Revolução Federalista“) eröffnet hatten, ihre politischen Ziele noch zu erreichen. Sie eroberten die Stadt Paranaguá. Ein Hauptstützpunkt der Rebellen wurde auch die Stadt Desterro, die Hauptstadt von Santa Catarina.
In den schwelenden Konflikt, der durch eine andauernde Blockade der Guanabara-Bucht durch die rebellierende Flotte gekennzeichnet war, griff der im Handel mit Kautschuk und Schiffen engagierte US-amerikanische Geschäftsmann Charles Ranlett Flint (1850–1934) ein, indem er der brasilianischen Regierung finanziell und organisatorisch half, innerhalb kurzer Zeit durch Schiffskäufe in Europa eine regierungstreue Flotte („Esquadra de Papelão“) zusammenzustellen, die unter dem Kommando des Konteradmirals Jerônimo Gonçalves (1835–1903) die rebellierende Flotte bekämpfte.
Entscheidende Schläge gelangen der regierungstreuen Flotte, indem sie im März 1894 die Blockade der Guanabara-Bucht bei Rio de Janeiro brach, und am 16. April 1894, als das vor der Stadt Desterro ankernde rebellische Schlachtschiff Aquidabã von dem Torpedoboot Gustavo Sampaio versenkt wurde. Zuvor, am 9. Februar 1894, hatten die Rebellen unter Saldanha da Gama vergeblich versucht, die Stadt Niterói einzunehmen.